# Foxy Teens
Foxy Teens je bila prva slovenska najstniška pop glasbena skupina, ki je delovala med letoma 1996 in 2005.
Leta 2007 so na sceno prišla tri nova dekleta: Ines Erbus, Nika Krmec in Kim Perme.
Njihov prvi izdelek je Foxy mix 2007, sestavljen iz uspešnic prve zasedbe.
Njihova prva pesem je Zaljubljena v skejterja, za katero so posnele tudi svoj prvi videospot.
Leta 2008 so izdale svoj prvi album z naslovom Gremo Fantje.
Druga zasedba je z delovanjem uradno zaključila v oktobru 2013, čeprav so razhod napovedovale že v juliju 2013.
Novembra 2024 je bilo objavljeno, da je nekdanja članica Maja Mauko umrla pri 41 letih.

## Zasedba

### 1996–2005
- Gaynor Johnson (1996–2000)
- Tanja Žagar (1996–2005)
- Mirna Reynolds (1996–2005)
- Maja Mauko (1996–2002, 2003–2005)
- Špela Grošelj (2002–2003)

### Nova sestava 2007–2013
- Ines Erbus (2007–2013)
- Nika Krmec (2007–2013)
- Kim Perme (2007–2010)
- Katja Mihelčič (2010–2012)
- Tanja Petrušič (2012–2013)

## Diskografija
- Ujemi ritem (1996)
- Naj pada zdaj dež (1999)
- Moja simpatija (2000)
- Prva ljubezen (2001)
- Še enkrat (2002)
- Best of (2004)
- Gremo fantje (2008)

## Nastopi na glasbenih festivalih

### Melodije morja in sonca
- 1997 (najstniški MMS): Kje zdaj so vse noči (Miki Šarac)

### Slovenska popevka
- 1999: Naj pada zdaj dež (Boštjan Groznik - Boštjan Groznik - Boštjan Groznik) – 1. mesto
- 2000: Moja simpatija (Boštjan Groznik - Boštjan Groznik - Boštjan Groznik) – 2. mesto
- 2001: Prva ljubezen (Boštjan Groznik - Boštjan Groznik, Robert Celestina, Miki Šarac - Mojmir Sepe) – 1. mesto (12.691 telefonskih glasov)

### Sunčane skale
- 2001: Poljubac mi daj